# 泰倫扎鎮區 (阿肯色州克勞福德縣)
泰倫扎鎮區（英語：Tyronza Township）是位於美國阿肯色州克里坦登縣的一個行政鎮區。

## 地方資料
泰倫扎鎮區的面積為206.89平方千米，當中陸地面積為206.34平方千米，而水域面積為0.45平方千米。根據2010年美國人口普查的數據，當地共有人口3088人，而人口密度為每平方千米14.93人。